# Agata Konarska
Agata Konarska (ur. 14 kwietnia 1973 w Warszawie) – polska dziennikarka i prezenterka telewizyjna.

## Życiorys
Córka polityka i dyplomaty Włodzimierza Konarskiego. Dorastała we Francji, Holandii, Szwecji i Austrii. 

### Wykształcenie
Ukończyła studia z handlu zagranicznego i cybernetyki na Uniwersytecie Wiedeńskim, podyplomowe studia ekonomiczne w Paryżu oraz zarządzanie gospodarką na Uniwersytecie Warszawskim.

### Działalność zawodowa
W 1995 rozpoczęła pracę w Telewizji Polskiej. Zaczęła od prowadzenia programu Brawo Bis w TVP Polonia, później prowadziła także m.in. formaty TVP: Kawa czy herbata?, Racja stanu, Polonia 24 i Plus Minus. W latach 2013–2017 pracowała w TVP Info, dla której prowadziła: Poranek Info i Biznes Info oraz współprowadziła Kapitalny program z Marcinem Kowalskim. W latach 2014–2016 współprowadziła program Dzień dobry w sobotę (2014-2016). Dla TVP prowadziła także programy: Okiem wiary (od 2020) w TVP Info, Kobiety w biznesie (od 2021) w TVP Kobieta, Informacje kulturalne w TVP Kultura i Racja stanu w TVP Polonia.
W 2001 współprowadziła Sopot Festival. W 2019 współprowadziła koncert „Premiery” podczas LVI Krajowego Festiwalu Piosenki Polskiej w Opolu. Odpowiadała za przebieg konferencji prasowych podczas Konkursu Piosenki Eurowizji Junior 2019 w Gliwicach i 2020 w Warszawie.
W 2017 otrzymała nagrodę im. Macieja Płażyńskiego dla dziennikarzy i mediów służących Polonii, wyróżniona jako najlepszy dziennikarz krajowy publikujący na tematy polonijne.

## Filmografia
- 2011: Klan jako ona sama (gościnnie)